# Hezahiah Nyamau
Hezahiah Munyoro Nyamau, né le 5 décembre 1942, est un ancien athlète kényan, qui courait surtout sur 400 m.

## Biographie
Il a participé aux Jeux olympiques d'été de 1968, atteignant la demi-finale du 400 m et remportant la médaille d'argent avec le relais 4 × 400 m.
Nyamau remportait ensuite l'or aux jeux du Commonwealth en 1970 avec ce relais. Puis aux Jeux olympiques d'été de 1972, il faisait encore partie du relais kényan qui, profitant de l'absence du relais américain, remporta le titre olympique.

## Palmarès

### Jeux olympiques d'été
- Jeux olympiques d'été de 1968 à Mexico ( Mexique)
  - éliminé en demi-finale sur 400 m
  -  Médaille d'argent en relais 4 × 400 m
- Jeux olympiques d'été de 1972 à Munich ( Allemagne de l'Ouest)
  - éliminé en qualifications sur 400 m
  -  Médaille d'or en relais 4 × 400 m

### Jeux du Commonwealth
- Jeux du Commonwealth britannique de 1970 à Édimbourg ( Écosse)
  - éliminé en qualifications sur 200 m
  - éliminé en qualifications sur 400 m
  -  Médaille d'or en relais 4 × 400 m

### Jeux africains
- Jeux africains de 1973 à Lagos ( Nigeria)
  -  Médaille d'or en relais 4 × 400 m